# 北極星一號潛射彈道導彈
北极星-1潜射弹道导弹，在朝鲜境外的情报机构也称KN-11，是一枚朝鲜潜射弹道导弹(SLBM)，于2016年8月24日成功试飞。之后到2019年为止，没有任何飞行测试。